# Národní památníky ve Spojených státech amerických

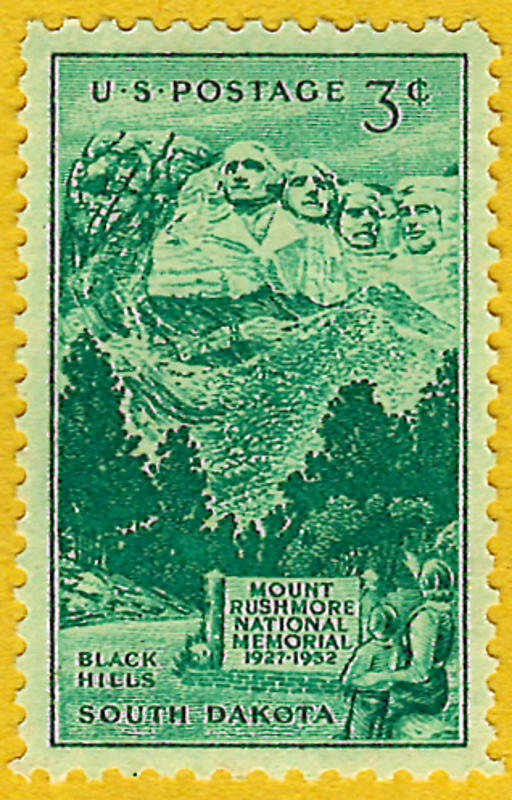
Národní památník Mount Rushmore na pamětní známce z roku 1952

Ve Spojených státech je národním památníkem označena oblast, která připomíná některou historickou osobnost nebo událost. Podle posledních údajů z května 2019 National Park Service (NPS), která je agenturou ministerstva vnitra, vlastní a spravuje třicet památníků podřízených přímo jí. NPS také poskytuje služby pěti dalším památníkům, označovaným jako přidružené oblasti. Tyto oblasti spravují jiné organizace než NPS. Třetím typem jsou nezávisle provozovaná místa, které byla prohlášena za národní památníky americkým Kongresem. Dále bylo schváleno šest nových památníků, které jsou ve fázi plánování nebo výstavby. Památníky nemusí být umístěny na místě přímo souvisejícím s historickou osobou či událostí, které jsou věnovány. Mnohé z památníků, jako například Lincolnův památník, nemají ve svých názvech slovo "národní".
Nejstarším, a pravděpodobně nejznámějším, je Washingtonův památník, který byl dokončen v roce 1884, a pod správu NPS přešel v roce 1933. Nejmladším památníkem je Národní památník veteránů a muzeum, vyhlášený Kongresem a dedikovaný v roce 2018. Národní památník Pearl Harbor byl vytvořen v roce 2019 z památníku World War II Valor in the Pacific National Monument. Ten původně vznikl z Památníku USS Arizona.
Národní památníky NPS se nacházejí v patnácti státech USA a ve Washingtonu, D.C. Washington má památníků nejvíce (celkem jedenáct), pak následuje Pensylvánie a New York, každý se třemi. Přidružené oblasti leží ve čtyřech státech a na ostrovech Severní Mariany. Zbývající místa se nacházejí v devíti státech, ve Washingtonu, D.C. a na atolu Midway.
Mezi národními památkami pod správou NPS a přidruženými oblastmi jich devět oslavuje americké prezidenty, jedenáct připomíná další historické osobnosti, šest připomíná války, pět připomíná katastrofy a pět je věnováno prvním objevitelským výpravám. Deset z devatenácti památníků, které nejsou pod správou NPS, připomíná války nebo válečné veterány, dalších šest památníků reprezentuje skupiny lidí, kteří zemřeli v souvislosti s válkou, a dva památníky se vztahují k dějinám původního amerického obyvatelstva. Několik významných válečných pomníků stojí v parku National Mall nebo v jeho blízkosti. Podílí se tak na vytváření americké národní identity. Historická místa pod správou NPS jsou také na seznamu National Register of Historic Places.
V tabulce je spojení "Národní památník" z názvu jmen, která je obsahují, vynecháno. U některých názvů mohou být tato dvě slova od sebe oddělena nebo může být použito jen slovo "památník". V tabulce je také zahrnut jeden mezinárodní památník. Památníky jmenované soukromými organizacemi, jako například George Washington Masonic National Memorial, které nejsou oficiálně vyhlášeny, zde nejsou uvedeny, protože právo vyhlašovat národní památníky má pouze Kongres Spojených států amerických.

## Národní památníky pod správou NPS
National Park Service spravuje 30 národních památníků, které tvoří samostatné úřední celky. Dohlíží také na dva další národní památníky, které jsou součástí jiných celků. Tyto památníky jsou zde uvedeny na seznamu ostatních národních památníků. Několik dalších celků, včetně národního pomníku Pevnost McHenry, mají slova "národní památník" zahrnuta ve své zřizovací legislativě, ale běžně tento název nepoužívají. Z tohoto důvodu zde nejsou uvedeny.
| Název                                                | Fotografie                                                                 | Místo                                                | Vznik              | Rozloha     | Popis |
| ---------------------------------------------------- | -------------------------------------------------------------------------- | ---------------------------------------------------- | ------------------ | ----------- | --- |
| Arkansas Post                                        | Wooden posts in a semicircle around information boards and a cannon        | Arkansas 34°1′12″ s. š., 91°21′0″ z. d.              | 6. července 1960   | 3,0655 km2  | Henri de Tonti založil v roce 1686 Arkansas Post jako první evropskou obchodní stanici v údolí řeky Mississippi, které bylo součástí Francouzské Louisiany. Místo se časem rozrostlo v malou osadu. Zpočátku zde docházelo k potyčkám s místními indiány. Ty ustaly, když se Arkansas Post stal v roce 1763 součástí Nového Španělska a později v roce 1803 součástí USA díky Koupi Louisiany. V roce 1863 zde proběhla jedna z bitev americké občanské války, kterou vyhrála strana Unie. Návštěvníci se mohou projít po rekonstruované pevnosti a mezi archeologickými pozůstatky původního indiánského, evropského a amerického osídlení. |
| Arlington House, The Robert E. Lee Memorial          | Mansion with columns and a flagpole                                        | Virginie 38°52′51,6″ s. š., 77°4′22,8″ z. d.         | 25. června 1955    | 0,1136 km2  | Toto panské sídlo postavil George Washington Parke Custis, adoptovaný syn George Washingtona, částečně jako památník Georga Washingtona. Po Custisově smrti se o sídlo staral jeho zeť Robert E. Lee, který se za Občanské války stal velitelem konfederační armády. V průběhu této války americká vláda sídlo zkonfiskovala a založila kolem něho Arlingtonský národní hřbitov. Dům a pozemky byly zrestaurovány do předválečné podoby. Při restaurování byly použity artefakty poskytnuté Custisovou rodinou a rodinou Roberta Lee. |
| Chamizal                                             | Short building with Mexican and American flags flying                      | Texas 31°46′12″ s. š., 106°27′0″ z. d.               | 4. února 1974      | 0,2222 km2  | Posuny koryta řeky Rio Grande směrem na sever vedly ke sporu o hranici mezi Mexikem a Spojenými státy. Spor se vedl mezi texaským městem El Paso a mexickým městem Ciudad Juárez. Neshody, které začaly v roce 1909, nevyřešila ani jednání na nejvyšší úrovni ani soudní jednání. Urovnaly se až dohodou z roku 1964, kdy se koryto Rio Grande přesunulo a došlo k převedení sporných pozemků na březích řeky. Toto usnesení a mezinárodní diplomacii připomíná muzeum a park vedle hraničního přechodu Bridge of the Americas. |
| Coronado                                             | Desert valley with rolling hills and sparse trees                          | Arizona 31°20′24″ s. š., 110°15′0″ z. d.             | 5. listopadu 1952  | 19,5472 km2 | Francisco Vázquez de Coronado vedl první evropskou objevitelskou výpravu po americkém jihozápadu (od Arizony směrem ke Kansasu), která objevila Grand Canyon. V místě na mexické hranici, kde Coronado vstoupil na území dnešního USA, lze navštívit Coronadovu jeskyni a turistické stezky vedoucí přes horské hřebeny a kaňony. |
| De Soto                                              | Wooden gateway open to the ocean                                           | Florida 27°31′12″ s. š., 82°38′24″ z. d.             | 11. března 1948    | 0,12 km2    | Hernando de Soto vedl první objevitelské výpravy Evropanů na americkém jihovýchodě. Výpravy hledaly zlato a zároveň obchodovaly a bojovaly s domorodými indiány. De Soto zemřel v roce 1542 u řeky Mississippi. Památník u místa přistání výpravy v Tampa Bay nabízí ke zhlédnutí obnovený tábor, rekonstrukce dobových událostí, historické předměty a stezky na procházky. |
| Federal Hall                                         | Neoclassical building with doric columns and a statue of George Washington | New York 40°42′25,2″ s. š., 74°0′36″ z. d.           | 11. srpna 1955     | 0,0018 km2  | Tato neoklasicistní budova postavená na ulici Wall Street, byla původně celnicí newyorského přístavu. Stojí na místě první budovy Kapitolu USA. Původní stavba postavená ve federálním stavebním slohu byla místem inaugurace Georga Washingtona, sídlem prvního kongresu Spojených států, a předtím sídlem kongresu Konfederace. |
| Let 93                                               | White granite wall with engraved names                                     | Pensylvánie 40°3′18″ s. š., 78°54′3,6″ z. d.         | 10. září 2011      | 9,3885 km2  | Čtvrté letadlo unesené při útocích 11. září 2001 byl let 93 letecké společnosti United Airlines. Letadlo havarovalo v poli v jihozápadní Pensylvánii poté, co cestující neúspěšně bojovali proti teroristům na palubě. Památník na místě neštěstí tvoří bílá žulová stěna s vyrytými jmény čtyřiceti obětí, 28 m vysoká Věž hlasů se zvonkohrou a návštěvnické centrum. Zvonkohra má čtyřicet zvonků ve tvaru kovových trubek, které se rozeznívají při závanech větru. |
| Pevnost Caroline                                     | Corner of an earthen fort surrounded by a moat                             | Florida 30°23′9,6″ s. š., 81°29′52,8″ z. d.          | 16. ledna 1953     | 0,5600 km2  | Pevnost (pojmenovaná po králi Karlu IX) založilo na francouzské Floridě v roce 1685 přibližně dvě stě francouzských Hugenotů jako svoje útočiště. O rok později založilo Španělsko poblíž Fort Caroline město St. Augustine. Odsud Španělé zaútočili na pevnost a zmasakrovali tamější osadníky, aby získaly kontrolu nad touto oblastí. Dnešní místo, ležící v přírodní rezervaci Timucuan, nabízí k prohlídce zrekonstruovanou pevnost s turistickými stezkami, návštěvnické centrum a památník popraveného vůdce Jeana Ribaulta. |
| Franklin Delano Roosevelt Memorial                   | Waterfalls flowing over stone blocks into a pool                           | Washington, D.C. 38°52′58,8″ s. š., 77°2′34,8″ z. d. | 2. května 1997     | 0,0329 km2  | Franklin D. Roosevelt byl nejdéle sloužícím prezidentem Spojených států. Čtyři sekce vodopádů a bazénů v památníku reprezentují čtyři Rooseveltova funkční období v prezidentském úřadě. Roosevelt vedl zemi v období, kdy čelila mnoha velkým výzvám. V době Velké hospodářské krize Roosevelt zavedl soubor opatření a ekonomických a sociálních reforem (New Deal), s cílem modernizoval ekonomiku. Sjednotil zemi během 2.světové války. Památník tvoří bronzové sochy F. D. Roosevelta, jeho manželky Eleanor, jeho psa Fala a dobová zobrazení Američanů. Sochy jsou umístěné mezi kamennými zdmi s vytesanými citáty.                 |
| Hrobka generála Granta                               | Neoclassical building with Doric columns and a rotunda                     | New York 40°48′46,8″ s. š., 73°57′46,8″ z. d.        | 1. května 1959     | 0,0031 km2  | Ulysses S. Grant byl generál unijní armády. Zvítězil v několika bitvách Občanské války a donutil ke kapitulaci generála Roberta Lee, který bojoval na straně Konfederace. Grant sloužil dvě volební období jako prezident Spojených států. Dohlížel na Rekonstrukci státu po Občanské válce, na dodržování občanských práv, na vládní reformy a na vztahy s původním obyvatelstvem. Grantova hrobka je místem posledního odpočinku jeho a jeho manželky. Hrobka byla navržena podle mauzolea v Halikarnasu. |
| Hamilton Grange                                      | Yellow house with a staircase to the front door and veranda on the side    | New York 40°49′15,6″ s. š., 73°56′49,2″ z. d.        | 19. listopadu 1988 | 0,0042 km2  | Alexander Hamilton patří mezi Otce zakladatele. Posazoval přijetí ústavy a sloužil jako první ministr financí. Hamilton prožil v tomto panském sídle v Harlemu poslední dva roky svého života předtím, než byl zabit v souboji. Hamiltonova vdova žila v tomto domě ještě dalších dvacet devět let. Dům byl za účelem ochrany a restaurování dvakrát přemístěn. V dnešní době sem jezdí turistické zájezdy. |
| Johnstownská potopa                                  | Black and white photo of a row of buildings with broken wood in front      | Pensylvánie 40°21′0″ s. š., 78°46′15,6″ z. d.        | 31. srpna 1964     | 0,7194 km2  | V roce 1889 se v Pensylvánie protrhla přehrada South Fork a voda zaplavila město Johnstown. Při záplavě zemřelo více než 2 200 lidí. Je to třetí nejhorší událost v americké historii s ohledem na počet obětí. Na místě, kde se nachází zbytky přehrady, bylo postaveno návštěvnické centrum, krátké turistické stezky a historická klubovna. |
| Památník válečným veteránům z Korejské války         | Aerial view of the triangular memorial surrounded by trees                 | Washington, D.C. 38°53′16,8″ s. š., 77°2′52,8″ z. d. | 27. července 1995  | 0,0063 km2  | Mezi roky 1950 a 1953 stály Spojené státy v čele ozbrojených sil Organizace spojených národů, které bojovaly v korejské válce. V rámci studené války bránily Jižní Koreu proti Severní Koreji. Války se zúčastnilo více než 300 tisíc amerických vojáků a více než 36 tisíc jich v této válce padlo. Válka neměla vítěze. Památník tvoří černá žulová zeď s vyleptanými obrazy vojáků, devatenáct soch představujících vojenskou četu na hlídce a Vzpomínkové jezírko,ve kterém se odráží koruny okolních lip. |
| Lincolnovo mládí                                     | Log cabin in the woods                                                     | Indiana 38°6′46,8″ s. š., 86°59′45,6″ z. d.          | 19. února 1962     | 0,8080 km2  | V roce 1816 se Abraham Lincoln přestěhoval se svou rodinou z Kentucky do lesnaté jižní Indiany. Žil tam od svých sedmi let až do věku jednadvaceti let. Pracoval na farmě svých rodičů. Během těchto formativních let neměl mnoho příležitostí chodit do školy, a tak se vzdělával sám. Na pozemku památníku je pochována jeho matka. Na zrekonstruované usedlosti v blízkosti původních základů domu muzeum oživilo dobovou farmu. |
| Lincoln Memorial                                     | Aerial view of white memorial encircled by columns                         | Washington, D.C. 38°53′20,4″ s. š., 77°3′0″ z. d.    | 30. května 1922    | 0,0295 km2  | Během Americké občanské války stál Abraham Lincoln v čele Unie. Sjednotil rozdělený národ a zrušil otroctví. Byl zavražděn krátce po skončení Občanské války. Socha sedícího Lincolna je vysoká 9,1 metru. Je umístěna v majestátním chrámu s výhledem na National Mall směrem ke Kapitolu. Vnitřní zdi památníku jsou popsány textem z Lincolnova druhého inauguračního projevu a z Gettysburského projevu. Třicet šest dorských sloupů, které reprezentují státy Unie z roce 1865, podpírají štít se jmény 48 států z doby výstavby památníku v roce 1922.                                                                                 |
| Pamětní háj Lyndona Bainese Johnsona na řece Potomac | Triangular sandstone rock with Washington Monument in the background       | Washington, D.C. 38°52′37,2″ s. š., 77°3′0″ z. d.    | 27. září 1974      | 0,0688 km2  | Za Johnsonova prezidentství byla přijata řada významných právních předpisů ze sociální oblasti. Zákony rozšířily přístup Američanů ke zdravotní péči přes pojištění Medicare a Medicaid. Zasadil se o přijetí občanských a volebních práv zakazujících rasovou diskriminaci. Řešily se problémy chudoby a rozvoje venkova a podporovala se ochrana životního prostředí. Památník leží na ostrově uprostřed řeky Potomac. Pamětní žulový monolit je umístěn v hájku mezi borovicemi a dříny. |
| Martin Luther King Jr. Memorial                      |                                                                            | Washington, D.C. 38°53′9,6″ s. š., 77°2′38,4″ z. d.  | 28. srpna 2011     | 0,0111 km2  | Martin Luther King Jr. (MLK) byl nejvýznamnějším vůdcem černošského hnutí za občanská práva. MLK organizoval bojkoty proti segregovaným autobusům a pochody solidarity za občanská práva. Za nenásilnou rezistenci získal Nobelovu cenu míru. V roce 1968 byl zavražděn. Na žulových zdech památníku a na Kingově soše jsou vytesány významné úryvky z jeho projevů a kázání, včetně jeho známého proslovu "I Have a Dream“. |
| Mount Rushmore                                       | Heads of four presidents carved into the mountain with blue sky            | Jižní Dakota 43°52′44,4″ s. š., 103°27′32,4″ z. d.   | 1. července 1939   | 5,1737 km2  | Ve skále v horách Black Hills jsou vytesány hlavy čtyř presidentů - George Washingtona, Thomase Jeffersona, Theodora Roosevelta a Abrahama Lincolna. Torza prezidentů nebyla vytesána z nedostatku financí. Sochařské práce vedl Gutzon Borglum. Výška vytesaných hlav je 18 m. V kopcích v blízkosti návštěvnického centra žijí kamzík bělák, jelenec ušatý a svišť. |
| Pearl Harbor                                         | White Arizona memorial with downward sloped top and American flag          | Havaj 21°21′36″ s. š., 157°57′0″ z. d.               | 3. prosince 2019   | 0,0862 km2  | Útok na Pearl Harbor 7. prosince 1941 byl příčinou vstupu Spojených států do druhé světové války. Japonské bombardéry během překvapivého útoku poškodili 21 amerických lodí a usmrtili 2 403 Američany. Hlavní část expozice tvoří památníky válečných lodí USS Arizona, USS Oklahoma a USS Utah. |
| Památník Perryho vítězství a mezinárodního míru      | Doric column-shaped tower with trees at its base                           | Ohio 41°39′14,4″ s. š., 82°48′39,6″ z. d.            | 26. října 1972     | 0,1027 km2  | V roce 1812, během britsko-americká války, námořní loďstvo komodora Olivera Hazarda Perryho porazilo Brity v bitvě u jezera Erie. Zajistilo si tím kontrolu nad jezerem a později mír s Británií a Kanadou. Na jihu ostrova Bass stojí nejvyšší dórský sloup na světě - jeho výška je 107 metrů. Sloup připomíná vítěznou bitvu a mezinárodní spolupráci. |
| Námořní muniční sklad v Port Chicago                 | Reconstructed sloped fortification with a rail car inside                  | Kalifornie 38°3′21,6″ s. š., 122°1′48″ z. d.         | 28. října 1992     | 0,0202 km2  | V roce 1944 explodovalo 430 tun munice v námořním muničním skladu v chicagském přístavu. Výbuch vytvořil ohnivou kouli o šířce 4,5 kilometru, která zabila 320 lidí a vážně zranila 390 lidí. Většina obětí byli černoši. Následná vzpoura protestující proti nebezpečným pracovním podmínkám a proti segregaci vedla k válečnému soudu se vzbouřenci. |
| Roger Williams                                       | Tombstone in a grassy lawn                                                 | Rhode Island 41°49′51,6″ s. š., 71°24′39,6″ z. d.    | 22. října 1965     | 0,0185 km2  | Roger Williams založil kolonii Rhode Island poté, co byl vyhoštěn z kolonie Massachusetts Bay, protože vystoupil z Anglikánské církve. Nová kolonie byla založena na základě náboženské svobody. Památník tvoří park v centru města Providence, v historické budově se nachází návštěvnické centrum. |
| Thaddeus Kosciuszko                                  | Red brick house with many windows at the corner of a block                 | Pensylvánie 39°56′34,8″ s. š., 75°8′49,2″ z. d.      | 21. října 1972     | 0,0081 ha   | Když vypukla Americká revoluce, tak se polský inženýr Tadeusz Kościuszko připojil ke Kontinentální armádě a dohlížel na stavbu vojenských pevností. Později se sám stal vojenským velitelem. Poté, co se po válce vrátil do Polska, vedl neúspěšné povstání proti ruské okupaci. Po návratu do USA žil krátce v tomto domě ve Philadelphii, než se opět vrátil do Evropy. Tento památník je nejmenší úřední celek spravovaný NPS. |
| Theodor Roosevelt Island                             | Statue of Roosevelt holding an arm up during an oration                    | Washington, D.C. 38°53′49,2″ s. š., 77°3′50,4″ z. d. | 27. října 1967     | 0,3581 km2  | Theodore Roosevelt vedl během španělsko-americké války jezdecký sbor dobrovolníků Rough Riders, sloužil jako guvernér státu New York, a později jako viceprezident Spojených států. Poté, co byl prezident William McKinley zavražděn, se Roosevelt stal prezidentem. Jeho Square Deal podporoval důvěryhodnost, pracovní práva a ochranu spotřebitelů. Roosevelt byl známým ochráncem přírody, založil US Forest Service, první národní památníky a přírodní rezervace. Součástí jeho památníku je náměstí s fontánami, s významnými citáty a s Rooseveltovou sochou. V okolí se návštěvníkům nabízí lesní turistické stezky.               |
| Thomas Jefferson Memorial                            | Round white memorial with columns and dome in front of the water           | Washington, D.C. 38°52′51,6″ s. š., 77°2′13,2″ z. d. | 13. dubna 1943     | 0,0743 km2  | Thomas Jefferson patří mezi Otce zakladatele. Napsal Deklaraci nezávislosti, stal se prvním ministrem zahraničních věcí Spojených států a sloužil jako prezident USA v letech 1801 až 1809. Podporoval demokratické ideály, individuální svobody a práva států. Během svého prezidentství rozšířil území země díky Koupi Louisiany. Památník je navržen podle římského Pantheonu a podle rotundy postavené na Virginské univerzitě. Rotundu navrhl sám Jefferson. Památník stojí na břehu Tidal Basin ve West Potomac parku. Jeffersonova bronzová socha je obrácena směrem k Bílému domu.                                                   |
| Památník vietnamským válečným veteránům              | Wall of black granite engraved with names                                  | Washington, D.C. 38°53′27,6″ s. š., 77°2′52,8″ z. d. | 13. listopadu 1982 | 0,0088 km2  | Téměř tři milióny Američanů bojovalo od roku 1955 do roku 1975 ve Vietnamu během Vietnamské války. Snahou Američanů bylo zastavit šíření komunismu v tomto regionu. Na černých žulových zdech památníku jsou uvedena jména 58 320 vojáků, kteří padli během tohoto konfliktu. |
| Washingtonův monument                                | Aerial view of the obelisk with the White House in the background          | Washington, D.C. 38°53′20,4″ s. š., 77°2′6″ z. d.    | 21. února 1885     | 0,4290 km2  | George Washington byl generálem Kontinentální armády. Měl zásadní podíl na jejím vítězství v Americké válce za nezávislost. Washington později sloužil jako první prezident Spojených států. Jeho prezidentství položilo základy republiky. Washingtonův památník je ústředním bodem National Mall. Památník tvoří 169 metrů vysoký obelisk z mramoru, žuly, a ruly s malou hliníkovou pyramidou na vrcholku obelisku. Při jízdě výtahem na vyhlídkovou plošinu jsou vidět pamětní kameny umístěné uvnitř obelisku. |
| Památník 1.světové války                             | Pond with ducks and waterfall                                              | Washington, D.C. 38°53′45,6″ s. š., 77°1′58,8″ z. d. | 19. prosince 2014  | 0,0071 km2  | V roce 1917 vstoupily Spojené státy do první světové války. Na konci roku 1918 v Evropě bojovalo asi 2,8 milionu vojáků, padlých v té době bylo už 53 tisíc. Památník se původně jmenoval Pershingův park na počest generála Pershinga. Od roku 2019 je památník v přestavbě. |
| Památník 2.světové války                             | Aerial view of oval-shaped memorial with pond and white walkways           | Washington, D.C. 38°53′20,4″ s. š., 77°2′24″ z. d.   | 29. května 2004    | 0,0334 km2  | Mezi lety 1941 a 1945 bojovalo v druhé světové válce po boku Spojenců proti Ose Berlín–Řím–Tokio více než 16 milionů amerických vojáků. Památník tvoří dva triumfální oblouky, které reprezentují atlantické a tichomořské bojišté. Mezi oblouky je umístěno 56 sloupů, které přestavují státy a teritoria USA. Sloupy obklopují bazén s kašnami. Na východní straně památníku stojí stěny zobrazující válečné scény a na západní straně stojí zeď se 4 048 vytesanými zlatými hvězdami představujícími vojáky, kteří ve válce padli. |
| Bratři Wrightové                                     | Wing-shaped monument on a summy day                                        | Severní Karolína 36°0′50,4″ s. š., 75°40′4,8″ z. d.  | 4. prosince 1953   | 1,7338 km2  | V roce 1903 Wilbur a Orville Wright podnikli první motorem poháněný let na stroji Wright Flyer. Let se uskutečnil u Kill Devil Hills blízko Kitty Hawk. Věž památníku ve tvaru křídla připomíná úspěch bratří Wrightů a dalších výzkumníků v oblasti letectví. Cesty v okolí zrekonstruovaného hangáru označují trasy prvních letů. |

## Oblasti přidružené k NPS
National Park Service poskytuje přidruženým oblastem technickou nebo finanční pomoc, tyto oblasti ale nevlastní ani je neudržuje.
| Název                  | Fotografie                                                    | Místo                                                 | Vznik           | Rozloha   | Popis |
| ---------------------- | ------------------------------------------------------------- | ----------------------------------------------------- | --------------- | --------- | --- |
| American Memorial Park | Grassy field leading up to a terraced site with five flags    | Severní Mariany 15°12′57,6″ s. š., 145°43′19,2″ v. d. | 18. srpna 1978  | 0,5 km 2  | Po první světové válce Japonci získali mandát nad Severními Marianami a ostrovy pak použili během druhé světové války jako základnu pro svoji tichomořskou ofenzíva. Mariany byly osvobozeny Spojenými státy v létě roku 1944 díky vítězstvím v bitvě o Saipan a v bitvě o Tinian. Památník vlastní Commonwealth Severní Mariany. Památník připomíná tisíce padlých Američanů a Čamorů. Jsou zde umístěny čestné vlajky, zvonice a žulový památník. Vše v blízkosti mangrovových lesů.                                      |
| Benjamin Franklin      | Seated statue of Benjamin Franklin in white marble            | Pensylvánie 39°57′28,8″ s. š., 75°10′22,8″ z. d.      | 25. října 1972  | 0,15 ha   | Benjamin Franklin patří mezi Otce zakladatele který po vzniku republiky sloužil na různých politických a diplomatických postech. Podepsal jak Deklaraci o nezávislosti, tak i Ústavu USA. Je znám jako úspěšný vynálezce –vynalezl například hromosvod, bifokální brýle, a Franklinova kamna. 20 metrů vysoká mramorová socha sedícího Franklina je umístěna v rotundě Pamětní síně Franklinova institutu . |
| Otec Marquette         | Small round open structure with spire at center               | Michigan 45°51′10,8″ s. š., 84°43′33,6″ z. d.         | 1. default 1975 | 0,2 km 2  | Francouzský jezuitský misionář Jacques Marquette založil první dvě evropské osady v Michiganu – Sault Ste.Marie a St.Ignace. Jezuité se snažili obrátit původní obyvatelstvo na katolickou víru. Otec Marquette spolu s Louisem Jollietem prozkoumal horní tok řeky Mississippi. Památník a interpretační stezka ve státním parku Straits poskytují výhled na most Mackinac. |
| Město Oklahoma         | Long reflecting pond lined with trees and walkways            | Oklahoma 35°28′22,8″ s. š., 97°31′1,2″ z. d.          | 19. dubna 2000  | 0,02 km 2 | 19. dubna 1995 protivládní teroristé odpálili kamionovou bombu, která zničila federální budovu Alfreda P. Murraha. Bomba zabila 168 lidí, zranila dalších 680 lidí a poškodila stovky budov (bombový útok v Oklahoma City). Ve středu památníku je umělá vodní nádrž lemovaná čtvercovými bronzovými branami, které zobrazují okamžiky, které se udály toho dne před a po útoku. Pole prázdných židlí a to, co zbylo ze zdí budovy, symbolizuje oběti a pozůstalé, většinou federální zaměstnance a děti předškolního věku. |
| Red Hill Patrick Henry | Small cottage with white walls, black door, and brick chimney | Virginie 37°1′55,2″ s. š., 78°53′52,8″ z. d.          | 12. května 1986 | 0,5 km 2  | Patrick Henry byl první guvernér státu Virginie, který byl známý svými projevy požadujícími nezávislost na Británii. Nejznámější je jeho proslov “Dejte mi svobodu, nebo mi dejte smrt!”. Posledních pět let svého života strávil ve svém sídle Red Hill,kde je uchována původní advokátní kancelář a nachází se zde také zrekonstruovaný obytný dům. . |

## Ostatní národní památníky
Kongres určil řadu míst nebo budov jako národní památníky, ale ne jako jednotky nebo přidružené oblasti spravované National Park Service. Některé z těchto památníků jsou spravovány jinými vládními agenturami než NPS, většina z nich ale byla vytvořena místní samosprávou nebo soukromými organizacemi, které doufaly, že jim označení “national” získá širší oficiální uznání; přitom takové pojmenování nemusí nutně znamenat federální financování. Kongres také povolil stavbu mnoha památníků na federálním území, většinou ve Washingtonu, D.C. nebo v jeho okolí;. Pokud tyto památníky nemají označení “national memorial” přímo ve svém názvu, tak zde nejsou uvedeny.
| Název                                                        | Fotografie                                                                                     | Místo                                              | Vznik              | Popis |
| ------------------------------------------------------------ | ---------------------------------------------------------------------------------------------- | -------------------------------------------------- | ------------------ | --- |
| AIDS Memorial Grove                                          | Landscaped woods with stone wall in background                                                 | Kalifornie 37°46′12″ s. š., 122°27′36″ z. d.       | 12. listopadu 1996 | Tento háj se sekvojemi a loukami je součástí sanfranciského Golden Gate parku. Památník je věnován obětem a pacientům s AIDS a pokračujícímu boji proti této nemoci. |
| Astronauts Memorial                                          | Large square black wall with people standing in front                                          | Florida 28°31′48″ s. š., 80°40′48″ z. d.           | 8. května 1991     | Space Mirror Memorial v Kennedyho vesmírném středisku tvoří pomník z leštěné černé žuly, na kterém jsou vyryta jména 24 kosmonautů, kteří zahynuli při vesmírných misích nebo při výcviku. Za největší neštěstí v historii NASA je považován požár kabiny Apolla 1 a katastrofy raketoplánů Challenger a Columbia. |
| Bitva u Midway                                               | Memorial signs with nesting albatrosses and a statue of a large albatross                      | Midway Atoll 28°12′0″ s. š., 177°21′0″ z. d.       | 13. září 2000      | Bitva u Midway v červnu 1942 byla rozhodujícím momentem války v Pacifiku, kdy americké námořnictvo přešlo do ofenzívy. Vítězství stálo životy 307 námořníků, poškození jednoho torpédoborce a jedné letadlové lodi. Vítězství udrželo životně důležitou ostrovní základnu a oslabilo japonské postavení. Památník na atolu Midway je zároveň přírodní rezervací – Midway Atoll National Wildlife Refuge. Park udržuje U.S.Fish and Wildlife Service. Rezervace je hnízdištěm albatrosa, místem rozmnožování tuleně havajského (Hawaiian monk seal) a dalších mořských živočichů.              |
| Bosque Redondo Memorial                                      | Pile of stone in front of informational sign                                                   | Nové Mexiko 34°24′0″ s. š., 104°12′0″ z. d.        | 4. června 2005     | Mezi lety 1864 a 1866 americká armáda násilně deportovala přes 8 000 indiánů Navajo z jejich původního území v Arizoně. Během 640 km dlouhého pochodu zemřelo více než dvě stě indiánů. V letech 1863 až 1868 byli Navajové internováni společně s pětisty Mescalero Apači v rezervaci Bosque Redondo, která byla pod dohledem pevnosti Sumner. Nyní je to státní památník s muzeem a interpretační stezkou. . |
| David Berger Memorial                                        | Sculpture of connected semicircles atop a round base                                           | Ohio 41°28′26,4″ s. š., 81°29′31,2″ z. d.          | 5. března 1980     | David Berger byl americko–izraelský vzpěrač, který soutěžil na letních olympijských hrách v Mnichově v roce 1972. On a deset dalších izraelských sportovců a trenérů bylo v průběhu olympiády uneseno a zabito teroristy. Ocelovou plastiku památníku tvoří pět rozštípnutých olympijských kruhů, které stojí na jedenácti podpůrných dílcích. Památník se nachází v židovském společenském středisku. |
| Disabled American Veterans Vietnam Veterans                  | Lighted chapel exterior at dusk                                                                | Nové Mexiko 36°26′27,6″ s. š., 105°17′42″ z. d.    | 13. listopadu 1987 | Kapli ve tvaru lodní plachty postavili rodiče vojáka zabitého ve Vietnamu s pomocí zdravotně postižených amerických veteránů, aby tím uctili všechny válečné veterány. Ve státním parku Nového Mexika stojí vrtulník poškozený v bojích ve Vietnamu a sochy vojáka a zdravotních sester. |
| Distinguished Flying Cross                                   | –                                                                                              | Kalifornie 33°52′58,8″ s. š., 117°16′1,2″ z. d.    | 25. července 2014  | Distinguished Flying Cross je americké vojenské vyznamenání, které bylo uděleno více než 170 tisícům vojáků a civilistů, kteří "vykonali hrdinský čin nebo činy při mimořádné akci ve vzdušném boji". Toto muzeum je postaveno na jejich počest. |
| Japanese American Memorial to Patriotism During World War II | Trees and walls with the name of the memorial                                                  | Washington, D.C. 38°53′42″ s. š., 77°0′36″ z. d.   | 9. listopadu 2000  | Americká vláda bezdůvodně zpochybnila během druhé světové války loajalitu 120 tisíců Američanů japonského původu, kdy je zadržovala v řadě internačních táborů po celé zemi. Přitom přes 33 tisíc Američanů japonského původu bojovalo v amerických ozbrojených silách. Tento památník zobrazující dva jeřábi osvobozující se ze sevření ostnatého drátu, symbolizuje oběti této nespravedlnosti. Socha se nachází v National Mall. |
| Medicine Creek Treaty                                        | –                                                                                              | Washington 47°4′12″ s. š., 122°42′36″ z. d.        | 18. prosince 2015  | Dohoda z Medicine Creek z roku 1854 ustanovila tři indiánské rezervace pro devět indiánských kmenů z oblasti kolem Pugetova zálivu. Indiáni postoupili americké vládě území v rozloze 9 100 km2 výměnou za předem dohodnutou peněžní částku a za práva na lov zvěře a ryb. Dohody však nebyly dodrženy, což vedlo k dalším konfliktům. Místo podpisu patří pod správu U.S.Fish and Wildlife Service, která spravuje přírodní rezervaci Billy Frank Jr. Nisqually National Wildlife Refuge. Rezervace je pojmenována podle indiánského kmene Nisqually, který úspěšně bojoval za práva dohody. |
| Mt. Soledad Veterans Memorial                                | White cross on top of a hill and American flag                                                 | Kalifornie 32°50′23,28″ s. š., 117°14′40,92″ z. d. | 8. prosince 2004   | Na hoře Soledad v San Diegu byl původně umístěn dřevěný kříž, který zde postavili místní obyvatelé v roce 1913. Současný 8,8 metrů vysoký betonový kříž byl postaven v roce 1954 křesťanskými skupinami. V roce 1989 byl prohlášen za Památník veteránů. V roce 2006 zabralo místo ministerstvo obrany Spojených států amerických. Po vleklých právních sporech přešel památník v roce 2015 do vlastnictví soukromého sdružení. Šest stěn památníku je pokryto plaketami připomínajícími veterány a vojenské jednotky.                                                                        |
| National D-Day Memorial                                      | Tall arch in background, pool with statues of soldiers in foreground                           | Virginie 37°19′48″ s. š., 79°31′48″ z. d.          | 6. června 2001     | 6. června 1944 (D-Day) se americká vojska připojila ke spojeneckým silám při invazi do Normandie. V tento den se na pěti plážích Normandie vylodilo více než 150 tisíc spojeneckých vojsk . Při této akci zahynulo více než 10 tisíc vojáků. Ve středu památníku je vodní nádrž, nad kterou se tyčí oblouk věnovaný Operaci Overlord, četné sochy vojenských oddílů v akci a generála Eisenhowera, a vlajky zúčastněných národů. |
| National Fallen Firefighters Memorial                        | Circular plaza with sculpture of a cross in the center and plaques on the outside              | Maryland 39°23′42″ s. š., 77°19′32,52″ z. d.       | 9. srpna 1990      | Čestná zeď památníku se jmény hasičů, kteří zemřeli při plnění povinností, obklopuje kříž svatého Floriána a věčný plamen. |
| National Law Enforcement Officers Memorial                   | Short white walls with an adult lion sculpture sitting on the left and a lion cub on the right | Washington, D.C. 38°54′0″ s. š., 77°1′12″ z. d.    | 15. října 1991     | Památník je postaven na počest více než dvou tisíc policejních důstojníků, kteří zemřeli při plnění povinností. Střed památníku je obklopen chodníčky se stromy, které ochraňuje dvanáct bronzových lvů. |
| National Memorial to Fallen Educators                        | Small memorial of black granite with a one-room schoolhouse in background                      | Kansas 38°25′12″ s. š., 96°10′51,6″ z. d.          | 30. dubna 2018     | Památník je umístěn v Národní síni slávy učitelů. Je věnován učitelům, kteří přišli o život při plnění svých pracovních povinností. To zahrnuje mimo jiné učitele, kteří se stali obětí střelby ve škole nebo zahynuli při nehodě školního autobusu. |
| National Veterans Memorial and Museum                        | Aerial view of round white museum with grassy roof and grounds                                 | Ohio 39°57′36″ s. š., 83°0′36″ z. d.               | 27. října 2018     | Toto je první muzeum věnované veteránům a jejich rodinám. Zaměřuje se spíše na jejich individuální příběhy a oběti než na armádu a válku. Vystavené exponáty ukazují roli veteránů v americké historii a jak jsou veteráni uznáváni ve společnosti. Pamětní háj nabízí místo k rozjímání. |
| Prisoner of War/Missing in Action                            | Statue of soldier bound on his knees surrounded by granite panels                              | Kalifornie 33°53′13,92″ s. š., 117°16′41,16″ z. d. | 10. prosince 2004  | Tento památník na hřbitově Riverside National Cemetery zobrazuje svázaného člověka klečícího na kolenou. Socha je obklopena sloupy z černého mramoru. Pomník připomíná americké vojáky, kteří byli během bojů zajati nebo jsou nezvěstní. |
| Památník americké námořní pěchoty                            | Sculpture of five Marines erecting an American flag                                            | Virginie 38°53′24″ s. š., 77°4′12″ z. d.           | 10. listopadu 1954 | Tento pomník je věnovaný všem členům sboru americké námořní pěchoty, kteří padli při obraně země od roku 1775. Je umístěn v ulici George Washington Memorial Parkway a zobrazuje Vztyčování americké vlajky na hoře Suribači. |
| USS Indianapolis Memorial                                    | Small stone memorial in the shape of a ship depicting a ship with flags in the background      | Indiana 39°46′37,2″ s. š., 86°9′54″ z. d.          | 30. listopadu 1993 | Křižník USS Indianapolis byl zasažen torpédem poté, co dopravil součásti atomové bomby Little Boy na ostrov Tinian. Při zásahu zemřelo 300 námořníků. Dalších 600 námořníků zahynulo během následujícího čtyřdenního boje. Útok přežilo pouze 316 námořníků. Byla to jedna z největších ztrát na životech, kterou americké námořnictvo na moři utrpělo. Žulový pomník napodobuje tvar lodi a zobrazuje křižník s vytesanými jmény posádky. |
| White Cross World War I Memorial                             | Rocky outcropping with a cross on top, tree and sign in foreground                             | Kalifornie 35°18′53,28″ s. š., 115°33′1,44″ z. d.  | 10. ledna 2002     | Bílý kříž, postavený v Mohavské poušti v roce 1934, je památník americké účasti ve 2.světové válce a těch, kteří v ní bojovali. |

## Budoucí národní památníky
Tyto pomníky byly schváleny Kongresem, ale ještě nebyly postaveny a otevřeny.
| Název                                            | Místo                                                 | Vznik             | Popis |
| ------------------------------------------------ | ----------------------------------------------------- | ----------------- | --- |
| Adams Memorial                                   | Washington, D.C.                                      | 5. listopadu 2001 | Památník na počest prezidentů Johna Adamse a Johna Quincy Adamse, jejich manželek a dalších členů Adamsovy rodiny, kteří se zabývali politikou. Zatím nebylo vybráno místo ani návrh památníku, ale v roce 2019 byla za tímto účelem zřízena komise. |
| Dwight D. Eisenhower Memorial                    | Washington, D.C. 38°53′24″ s. š., 77°1′12″ z. d.      | 25. října 1999    | Dwight D. Eisenhower byl vrchním velitelem spojeneckých sil v Evropě během 2.světové války a presidentem Spojených států v padesátých letech. Mezi jeho úspěchy patřilo prosazování desegregace amerických škol, vytvoření NASA a mezistátního dálničního systému a ukončení korejské války. Památník je ve výstavbě a bude se skládat z jednotlivých bloků zobrazujících citáty, sochy a ocelové tapiserie s abstraktním vyobrazením D-Day. Předpokládá se, že památník bude dedikován v květnu 2020. |
| National Desert Storm and Desert Shield Memorial | Washington, D.C. 38°53′27,6″ s. š., 77°3′3,6″ z. d.   | 19. ledna 2014    | Pomník připomene události a veterány války v Zálivu, a konflikt, který ukončil iráckou invazi do Kuvajtu. Do konce roku 2021 by měly být získány potřebné finanční prostředky a měl by být dokončen design pomníku – spirála ve tvaru zdi. |
| National Global War on Terrorism Memorial        | Washington, D.C.                                      | 18. srpna 2017    | Památník připomene události a veterány války proti terorismu, včetně irácké války a války v Afghánistánu a další válečná tažení. Do konce roku 2024 by měly být získány potřebné finanční prostředky a měl by být dokončen design pomníku. |
| National Liberty Memorial                        | Washington, D.C. 38°53′16,8″ s. š., 77°1′53,76″ z. d. | 2. ledna 2013     | Památník připomene otroky a svobodné černochy, kteří bojovali v Americké revoluci. Do konce roku 2021 by měly být získány potřebné finanční prostředky a dokončen návrh pomníku. |
| National Native American Veterans Memorial       | Washington, D.C. 38°53′20,4″ s. š., 77°0′57,6″ z. d.  | 22. října 1994    | Tento památník, umístěný v Národním muzeu amerických indiánů, bude postaven, aby uctil veterány indiánského původu a veterány, kteří jsou původem z Aljašky nebo z Havaje. Pomník, ve tvaru ocelového kruhu stojícím na kamenném bubnu, je ve výstavbě a dedikován má být v listopadu 2020. |
| Saint Francis Dam Disaster                       | Kalifornie 34°33′0″ s. š., 118°30′36″ z. d.           | 12. května 2019   | Přehrada St. Francis sloužila k zásobování vodou města Los Angeles. Přehrada se v roce 1928 protrhla a následná povodeň usmrtila nejméně 431 lidí. Památník bude patřit pod správu US Forest Service. |